# Pekudei
Pekudei, Pekude, Pekudey, P'kude, o P'qude (ebraico: פְקוּדֵי — tradotto in italiano: "questo è il computo”, seconda parola e incipit di questa parashah) è la 23ª porzione settimanale della Torah (ebr.  פָּרָשָׁה – parashah o anche parsha/parscià) nel ciclo annuale ebraico di letture bibliche dal Pentateuco, undicesima nel Libro dell'Esodo. Rappresenta il passo 38:21-40:38 di Esodo, che gli ebrei leggono durante il 22º o 23º Shabbat dopo Simchat Torah, generalmente a  marzo.
Il calendario ebraico lunisolare contiene fino a 55 settimane, col numero esatto che varia tra 50 settimane negli anni comuni e 54-55 negli anni bisestili. In questi ultimi (per es. il 2014, 2016 e 2019), la Parshah Vayakhel viene letta separatamente.  Negli anni comuni invece (per es. 2013, 2015, 2017 e 2018), la Parshah Pekudei è combinata con la parashah precedente, la Vayakhel, per far in modo da ottenere il numero di letture settimanali necessarie.

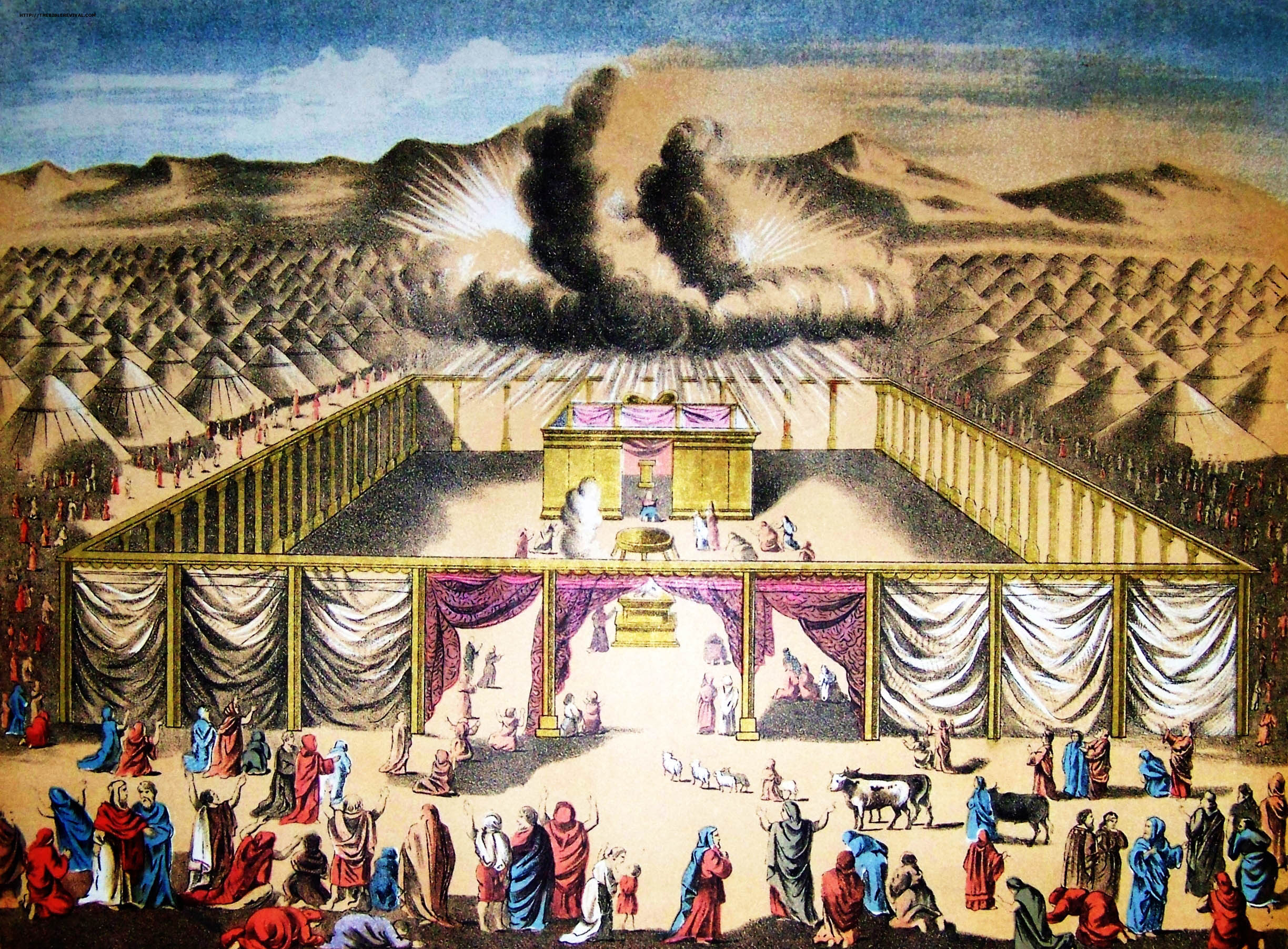
Il Tabernacolo nel Deserto (illustrazione della Bibbia Holman, 1890)

## Interpretazione intrabiblica

### Esodo capitoli 25–39
La tabella riporta il modello di istruzione e la costruzione del Tabernacolo e dei suoi arredi:

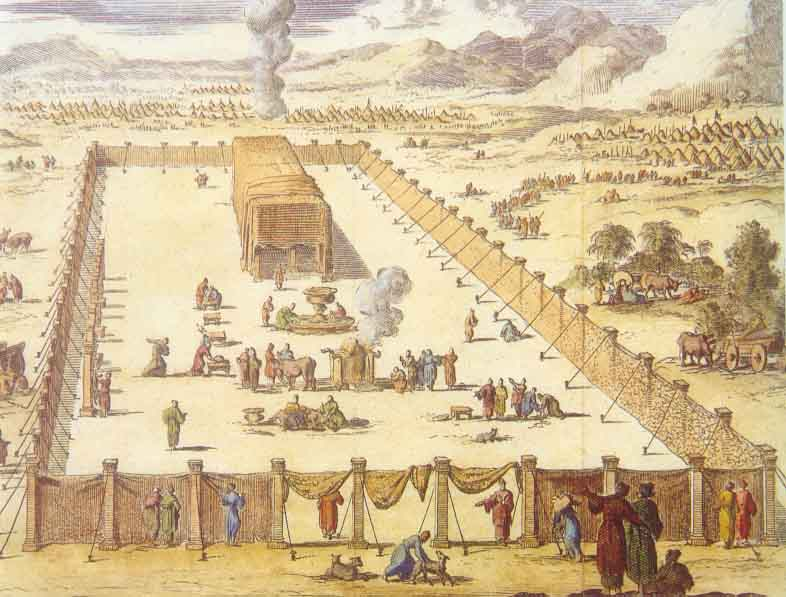
Il Tabernacolo

| Articolo               | Istruzione | Istruzione     | Costruzione | Costruzione       |
| Articolo               | Ordine     | Versetti       | Ordine      | Versetti          |
| ---------------------- | ---------- | -------------- | ----------- | ----------------- |
| Contributo             | 1          | Esodo 25:1-9   | 2           | Esodo 35:4-29     |
| Arca                   | 2          | Esodo 25:10-22 | 5           | Esodo 37:1-9      |
| Tavola                 | 3          | Esodo 25:23-30 | 6           | Esodo 37:10-16    |
| Menorah                | 4          | Esodo 25:31-40 | 7           | Esodo 37:17-24    |
| Tabernacolo            | 5          | Esodo 26:1-37  | 4           | Esodo 36:8-38     |
| Altare dei Sacrifici   | 6          | Esodo 27:1-8   | 11          | Esodo 38:1-7      |
| Corte del Tabernacolo  | 7          | Esodo 27:9-19  | 13          | Esodo 38:9-20     |
| Lampada                | 8          | Esodo 27:20-21 | 16          | Numeri 8:1-4      |
| Vesti Sacerdotali      | 9          | Esodo 28:1-43  | 14          | Esodo 39:1-31     |
| Rituale di Ordinazione | 10         | Esodo 29:1-46  | 15          | Levitico 8:1-9:24 |
| Altare dell'Incenso    | 11         | Esodo 30:1-10  | 8           | Esodo 37:25-28    |
| Lavabo                 | 12         | Esodo 30:17-21 | 12          | Esodo 38:8        |
| Olio dell'Unzione      | 13         | Esodo 30:22-33 | 9           | Esodo 37:29       |
| Incenso                | 14         | Esodo 30:34-38 | 10          | Esodo 37:29       |
| Artigiani              | 15         | Esodo 31:1-11  | 3           | Esodo 35:30-36:7  |
| Shabbat                | 16         | Esodo 31:12-17 | 1           | Esodo 35:1-3      |

## Comandamenti
Secondo Maimonide e lo Sefer ha-Chinuch, non ci sono comandamenti (mitzvot) in questa parshah.

## Nella liturgia
Una midrash insegna che nel giorno che Mosè completò la costruzione del Tabernacolo (come narrato in Esodo 40:33), egli compose Salmo 91, che gli ebrei leggono nella sezione Pesukei Dezimra del servizio di preghiera mattutino Shacharit.

### Testi
- Testo Masoretico e traduzione JPS 1917, su mechon-mamre.org.
- Parshah cantata, su bible.ort.org. URL consultato il 17 febbraio 2013 (archiviato dall'url originale il 14 maggio 2011).
- Parshah in ebraico, su mechon-mamre.org.

### Commentari
- Academy for Jewish Religion, California, su ajrca.org.
- Aish.com. URL consultato il 17 febbraio 2013 (archiviato dall'url originale il 17 marzo 2013).
- American Jewish University, su judaism.ajula.edu (archiviato dall'url originale il 20 febbraio 2012).
- Anshe Emes Synagogue, Los Angeles, su anshe.org. URL consultato il 17 febbraio 2013 (archiviato dall'url originale il 1º novembre 2012).
- Bar-Ilan University, su biu.ac.il. URL consultato il 17 febbraio 2013 (archiviato dall'url originale il 26 settembre 2012).
- Chabad.org.
- The Desert Tabernacle, su thedeserttabernacle.blogspot.com. URL consultato il 17 febbraio 2013 (archiviato dall'url originale il 2 ottobre 2011).
- eparsha.com.
- G-dcast, su g-dcast.com. URL consultato il 17 febbraio 2013 (archiviato dall'url originale il 18 febbraio 2013).
- The Israel Koschitzky Virtual Beit Midrash, su vbm-torah.org. URL consultato il 17 febbraio 2013 (archiviato dall'url originale il 5 febbraio 2012).
- Jewish Theological Seminary (XML), su jtsa.edu. URL consultato il 17 febbraio 2013 (archiviato dall'url originale l'11 marzo 2013).
- Miriam Aflalo, su mishpacha.com. URL consultato il 17 febbraio 2013 (archiviato dall'url originale il 6 aprile 2012).
- Ohr Sameach, su ohr.edu.
- Orthodox Union, su ou.org.
- OzTorah, Torah from Australia, su oztorah.com.
- Oz Ve Shalom — Netivot Shalom, su netivot-shalom.org.il. URL consultato il 17 febbraio 2013 (archiviato dall'url originale il 24 giugno 2010).
- Pardes from Jerusalem, su pardes.org.il. URL consultato il 17 febbraio 2013 (archiviato dall'url originale il 29 marzo 2012).
- RabbiShimon.com. URL consultato il 17 febbraio 2013 (archiviato dall'url originale il 16 marzo 2012).
- Rabbi Shlomo Riskin, su ohrtorahstone.org.il. URL consultato il 17 febbraio 2013 (archiviato dall'url originale il 21 agosto 2011).
- Rabbi Shmuel Herzfeld, su rabbishmuel.com. URL consultato il 17 febbraio 2013 (archiviato dall'url originale l'11 marzo 2013).
- Reconstructionist Judaism, su www4.jrf.org. URL consultato il 17 febbraio 2013 (archiviato dall'url originale il 16 febbraio 2006).
- Sephardic Institute, su judaic.org. URL consultato il 17 febbraio 2013 (archiviato dall'url originale il 26 luglio 2011).
- Shiur.com.
- 613.org Jewish Torah Audio, su 613.org. URL consultato il 17 febbraio 2013 (archiviato dall'url originale il 27 settembre 2011).
- Tanach Study Center, su tanach.org.
- Torah from Dixie, su tfdixie.com. URL consultato il 17 febbraio 2013 (archiviato dall'url originale il 19 marzo 2012).
- Torah.it, su archivio-torah.it.
- Torah.org.
- TorahVort.com.
- Union for Reform Judaism, su urj.org. URL consultato il 17 febbraio 2013 (archiviato dall'url originale il 15 ottobre 2008).
- United Hebrew Congregations of the Commonwealth, su chiefrabbi.org. URL consultato il 17 febbraio 2013 (archiviato dall'url originale il 10 aprile 2012).
- United Synagogue of Conservative Judaism, su uscj.org. URL consultato il 17 febbraio 2013 (archiviato dall'url originale il 20 marzo 2012).
- What’s Bothering Rashi?, su shemayisrael.com.